# Eniro
Eniro (fra esperanto: eniro, ’indgang’) er en svensk børsnoteret medievirksomhed med hovedkontor i Stockholm. Siden 2000 har virksomheden været noteret på Nasdaq OMX. Eniro driver lokale datterselskaber i Sverige, Norge, Finland og Danmark. 
I Danmark drives internet-søgetjenesterne Krak og De Gule Sider.
Bestyrelsesformand er Anders Hugosson og virksomhedens administrerende direktør er Hosni Teque-Omeirat.

## Historie
Eniros historie starter i 1996 i Sverige med lanceringen Gula Sidorna på internettet. Kataloget blev udvidet med blandt andet søgemuligheder i både de gule og de daværende lyserøde sider, samt links til kort. En helt ny internetplatform blev bygget i 1999.
I juli 2000 blev Eniro stiftet, da flere virksomheder med lignende aktiviteter inden for den daværende Telia-koncern blev samlet til moderselskabet Eniro AB. Den 10. oktober 2000 blev Eniro AB noteret på Stockholms Fondsbørs O-liste.
I 2002 købte Eniro Direktas nummeroplysningsvirksomhed i Tampere, Finland.
2003 købte Eniro firmaet Respons AB, som drev den svenske nummeroplysning 118 118 og dannede det nye Sverige Voice. Eniro købte desuden flere nummeroplysningstjenester i Finland.
Eniro indgik et samarbejde med Google, som indebar at Eniros websøg blev baseret på Googles søgeteknologi og indeksering og i 2003 lanceredes den nye kombinerede søgetjeneste Eniro.se. 
I 2004 købte Eniro firmaet Gula Tidninger AB og tjenesten gulatidningen.se, der blev omdannet til Eniro Köp & Sälj, som derefter blev en del af eniro.se.
Eniro besluttede i 2004, at lancere "Eniro Telefonbøger" i 33 forskellige handelsområder i Finland. Eniro Finland havde tidligere udgivet regionale telefonbøger i Helsinki- og Tampere-regionerne. Eniro Danmark udgav tidligere Kraks Kortbøger, samt et stort udvalg af telefonbøger, hvor de mest kendte var Den Røde Lokalbog og Mostrup Vejviser
1. juli 2007 købte man Kraks Forlag A/S, som blev grundlagt i 1770 af agent Hans Holck og overtaget i 1862 af Thorvald Krak, der var stadskonduktør i København fra 1858-1898. Hans søn, Ove Krak, grundlagde i 1910 Kraks Blå Bog, som Eniro solgte til Gads Forlag i 2007.
I dag er Eniro et nordisk techselskab, som har søgetjenester, som aggregerer, filtrerer og præsenterer information.  Selskabet er aktivt i Sverige, Norge, Danmark og Finland gennem de lokale sider eniro.se, gulesider.no, krak.dk samt degulesider.dk
I 2022 udnævnte Enirogroup AB bestyrelsesmedlem Hosni Teque-Omeirat til CEO og koncernchef for Enirogroup AB. Hosni Teque-Omeirat var tidligere CEO og koncernchef for SpectrumOne AB (publ), som er Eniros hovedejer.
CEO Eniro AB:
- Lars Guldstrand 2000–2003
- Lars Berg (tillförordnad) 2003–2004
- Tomas Franzén 2004–2008
- Jesper Kärrbrink 2008–2010
- Johan Lindgren 2010–augusti 2014
- Stefan Kercza 2014–2016
- Örjan Frid 2016–2019
- Magdalena Bonde 2019–2021
- Robert Puskaric 2021-2022
- Hosni Teque-Omeirat 2022-

## Ekstern henvisning
- Eniro-koncernens hjemmeside